# Campeonato Mundial de Ciclocrós de 2011
El LXII Campeonato Mundial de Ciclocrós se celebró en Sankt Wendel (Alemania) el 30 de enero de 2011 bajo la organización de la Unión Ciclista Internacional (UCI) y la Federación Alemana de Ciclismo.

## Medallistas
| Evento    | Oro                             | Plata                            | Bronce                          |
| --------- | ------------------------------- | -------------------------------- | ------------------------------- |
| Masculino | Zdeněk Štybar · República Checa | Sven Nys · Bélgica               | Kevin Pauwels · Bélgica         |
| Femenino  | Marianne Vos · Países Bajos     | Katherine Compton Estados Unidos | Kateřina Nash · República Checa |

### Masculino
| Puesto            | Ciclista              | País            | Tiempo  |
| ----------------- | --------------------- | --------------- | ------- |
| Medalla de oro    | Zdeněk Štybar         | República Checa | 1:06:37 |
| Medalla de plata  | Sven Nys              | Bélgica         | 1:06:55 |
| Medalla de bronce | Kevin Pauwels         | Bélgica         | 1:07:52 |
| 4                 | Francis Mourey        | Francia         | 1:07:53 |
| 5                 | Philipp Walsleben     | Alemania        | 1:07:55 |
| 6                 | Klaas Vantornout      | Bélgica         | 1:08:00 |
| 7                 | Marco Aurelio Fontana | Italia          | 1:08:28 |
| 8                 | Bart Wellens          | Bélgica         | 1:08:38 |

### Femenino
| Puesto            | Ciclista                 | País            | Tiempo |
| ----------------- | ------------------------ | --------------- | ------ |
| Medalla de oro    | Marianne Vos             | Países Bajos    | 40:31  |
| Medalla de plata  | Katherine Compton        | Estados Unidos  | 40:48  |
| Medalla de bronce | Kateřina Nash            | República Checa | 40:51  |
| 4                 | Hanka Kupfernagel        | Alemania        | 41:13  |
| 5                 | Jasmin Egger-Achermann   | Suiza           | 41:41  |
| 6                 | Sanne van Paassen        | Países Bajos    | 41:51  |
| 7                 | Christel Ferrier-Bruneau | Francia         | 42:13  |
| 8                 | Pauline Ferrand-Prévot   | Francia         | 42:13  |